# Agnes Bruckner
Agnes Bruckner (Hollywood, Los Ángeles, California; 16 de agosto de 1985) es una actriz estadounidense. Comenzó a actuar en televisión a finales de 1990 y desde entonces ha aparecido en 7 películas, incluyendo Blue Car, Murder by Numbers y The Woods.

## Primeros años
Bruckner nació en Hollywood, California, hija de un padre húngaro y una madre rusa que están divorciados; su abuelo paterno era alemán. Sus padres se conocieron en Hungría y emigraron a los Estados Unidos en 1984 a través de un campo de refugiados en Italia. Tiene dos hermanas y un hermano.
Bruckner habla algo de ruso y habla fluidamente húngaro, por haber crecido hablando ese idioma. Ha practicado ballet, claqué y baile desde los cinco años e inicialmente quería seguir una carrera como bailarina. A los ocho años, Bruckner trabajó como una niña modelo tras una sugerencia de su madre, y también apareció en un concurso de belleza. Bruckner creció en Los Feliz, Los Ángeles, California, y luego vivió en Portland, Oregón, desde los 10 años. Regresó con su familia a Los Ángeles para perseguir su carrera de actuación, mudándose a Burbank, California.

## Carrera
Bruckner comenzó su carrera a los 11 años. Apareció en comerciales, en algunos pilotos de televisión, y en la telenovela The Bold and the Beautiful en 1999. Bruckner obtuvo su primer papel en la película independiente Blue Car (2002), donde interpretó a una estudiante involucrada en una aventura con su profesor, interpretado por David Strathairn. El crítico Roger Ebert escribió que Bruckner «negocia este difícil guion con convicción completa». Bruckner recibió una nominación de los Premios Independent Spirit por "Mejor Actriz Protagonista" por su papel.
Siguieron otros papeles pequeños en televisión y cine, incluyendo papeles en The Glass House (2001) y el thriller Murder by Numbers (2002), protagonizada por Sandra Bullock. Bruckner apareció en episodios de las series 24 y Alias. Protagonizó en las películas de terror Venom (2005), y The Woods (2006). También en 2006, apareció en el drama Peaceful Warrior, con Scott Mechlowicz, e interpretó el papel principal en Dreamland.
En 2007, Bruckner apareció en la película de terror/romance, Blood and Chocolate. Otras películas incluyen: Say Hello to Stan Talmadge (2008), Kill Theory (2008), Vacancy 2: The First Cut (2009), y The Craigslist Killer (2011).

## Vida personal
Tiene dos hijos junto a su novio. El último de ellos, Sebastian, nació en abril de 2016.

## Filmografía
| Año  | Título                                         | Papel                           |                                       |
| ---- | ---------------------------------------------- | ------------------------------- | ------------------------------------- |
| 2001 | The Glass House                                | Zoe                             |                                       |
| 2002 | Home Room                                      | Cathy                           |                                       |
| 2002 | Murder by Numbers                              | Lisa Mills                      |                                       |
| 2003 | Blue Car                                       | Megan Denning                   |                                       |
| 2003 | Rick                                           | Eve O'Lette                     |                                       |
| 2004 | Stateside                                      | Sue "of the Dubervilles" Dubois |                                       |
| 2004 | Haven                                          | Pippa                           |                                       |
| 2005 | Venom                                          | Eden                            |                                       |
| 2006 | The Woods                                      | Heather                         |                                       |
| 2006 | Peaceful Warrior                               | Susie                           |                                       |
| 2006 | Dreamland                                      | Audrey                          |                                       |
| 2006 | Law & Order: Criminal Intent Country Crossover | May                             |                                       |
| 2007 | Blood and Chocolate                            | Vivian                          |                                       |
| 2008 | Kill Theory                                    | Jennifer                        |                                       |
| 2008 | Say Hello to Stan Talmadge                     |                                 |                                       |
| 2009 | Vacancy 2: The First Cut                       | Jessica                         |                                       |
| 2009 | Private Practice                               | Heather                         |                                       |
| 2011 | The Craigslist Killer                          | Megan McAllister                |                                       |
| 2012 | The Citizen                                    | Diane                           | protagonista, película                |
| 2013 | Breaking The Girls                             | Sara Ryan                       | protagonista, película                |
| 2013 | The Anna Nicole Story                          | Anna Nicole Smith               | Protagonista principal                |
| 2015 | Once Upon a Time                               | Lily Page                       | personaje recurrente, serie de TV ABC |